# Emiliano Velázquez
Emiliano Daniel Velázquez Maldonado, mais conhecido como Emiliano Velázquez (Montevidéu, 30 de abril de 1994), é um futebolista uruguaio que joga como zagueiro. Atualmente está no FC Juarez.

## Carreira

### Danubio
Nascido em Montevidéu, Velázquez se formou nas categorias de base do Danubio e fez sua estreia no time principal em 3 de junho de 2012, começando como titular e sendo expulso na derrota fora de casa por 2 a 1 contra o Bella Vista, foi sua primeira aparição na campanha.
Velázquez apareceu regularmente na temporada 2012–13, aparecendo em 24 partidas (todas as partidas, 2.106 minutos de ação), já que sua equipe terminou em último lugar no Apertura, mas foi quinto no Clausura. Em 31 de agosto de 2013, ele marcou seu primeiro gol profissional, marcando o último gol de uma vitória por 2 a 1 fora de casa contra o Liverpool de Montevidéu. Ele foi uma figura sempre presente durante a campanha do Campeonato Uruguaio de 2013–14.

### Getafe
Em 27 de agosto de 2014, Velázquez assinou um contrato de cinco anos com o Atlético de Madrid, e no dia seguinte foi emprestado ao Getafe para a temporada 2014-15. Ele fez sua estreia em 28 de setembro, começando com uma vitória em casa por 1 a 0 contra o Málaga.
Velázquez marcou seu primeiro gol na categoria principal do futebol espanhol em 21 de dezembro, marcando o último em um empate com o Granada por um 1 a 1. Depois de contribuir com 27 partidas e evitar o rebaixamento, seu empréstimo foi prorrogado por mais um ano em 2 de julho de 2015.

### Braga
Após um período de empréstimo despretensioso no time português Braga, Velázquez voltou ao Getafe em 26 de julho de 2017, também em um contrato de empréstimo de um ano.

### Rayo Vallecano
Em 24 de agosto de 2017, foi emprestado ao Rayo Vallecano, clube da Segunda División, por um empréstimo de uma temporada. Velázquez foi transferido em definitivo em 23 de julho de 2018, assinando um contrato de três anos.

### Santos
Em 30 de agosto de 2021, após o término de contrato com o clube espanhol Rayo Vallecano, foi anunciada a sua contratação pelo Santos, por um contrato válido até o final de 2022.
Em 5 de julho de 2022 encerrou sua passagem pelo alvinegro praiano onde disputou 27 jogos (10 em 2021 e 17 em 2022), chegou a ser titular por um período sob o comando de Fábio Carille, contudo acabou perdendo rendimento e espaço.

## Seleção Uruguaia
Emiliano Velázquez alinhou com a Seleção Uruguaia sub-17 na Copa do Mundo FIFA Sub-17 de 2011, sendo também capitão da equipe. Ele também jogou pela Seleção Uruguaia sub-20 na Copa do Mundo FIFA Sub-20 de 2013, sediada na Turquia.
Em 8 de setembro de 2013, Velázquez foi convocado para a seleção principal pelo técnico Óscar Tabárez para um amistoso contra a Colômbia.

## Estatísticas
Atualizado até 7 de setembro de 2021.
| Equipe            | Temporada         | Campeonato nacional | Campeonato nacional | Campeonato nacional | Copa nacional[a] | Copa nacional[a] | Copa nacional[a] | Competições continentais[b] | Competições continentais[b] | Competições continentais[b] | Outros torneios[c] | Outros torneios[c] | Outros torneios[c] | Total | Total | Total   |
| Equipe            | Temporada         | Jogos               | Gols                | Assist.             | Jogos            | Gols             | Assist.          | Jogos                       | Gols                        | Assist.                     | Jogos              | Gols               | Assist.            | Jogos | Gols  | Assist. |
| ----------------- | ----------------- | ------------------- | ------------------- | ------------------- | ---------------- | ---------------- | ---------------- | --------------------------- | --------------------------- | --------------------------- | ------------------ | ------------------ | ------------------ | ----- | ----- | ------- |
| Danubio           | 2011–12           | 1                   | 0                   | 0                   | —                | —                | —                | —                           | —                           | —                           | —                  | —                  | —                  | 1     | 0     | 0       |
| Danubio           | 2012–13           | 24                  | 0                   | 0                   | —                | —                | —                | 0                           | 0                           | 0                           | —                  | —                  | —                  | 24    | 0     | 0       |
| Danubio           | 2013–14           | 32                  | 2                   | 0                   | —                | —                | —                | —                           | —                           | —                           | —                  | —                  | —                  | 32    | 2     | 0       |
| Danubio           | 2014–15           | 1                   | 0                   | 0                   | —                | —                | —                | 1                           | 0                           | 0                           | —                  | —                  | —                  | 2     | 0     | 0       |
| Danubio           | Total             | 58                  | 2                   | 0                   | 0                | 0                | 0                | 1                           | 0                           | 0                           | 0                  | 0                  | 0                  | 59    | 2     | 0       |
| Getafe            | 2014–15           | 27                  | 1                   | 0                   | 5                | 0                | 0                | —                           | —                           | —                           | —                  | —                  | —                  | 32    | 1     | 0       |
| Getafe            | 2015–16           | 11                  | 3                   | 1                   | —                | —                | —                | —                           | —                           | —                           | —                  | —                  | —                  | 11    | 3     | 1       |
| Getafe            | Total             | 38                  | 4                   | 1                   | 5                | 0                | 0                | 0                           | 0                           | 0                           | 0                  | 0                  | 0                  | 43    | 4     | 1       |
| Braga             | 2016–17           | 6                   | 0                   | 0                   | 1                | 0                | 0                | 2                           | 1                           | 0                           | 2                  | 1                  | 0                  | 11    | 2     | 0       |
| Braga             | Total             | 6                   | 0                   | 0                   | 1                | 0                | 0                | 2                           | 1                           | 0                           | 2                  | 1                  | 0                  | 11    | 2     | 0       |
| Rayo Vallecano    | 2017–18           | 25                  | 2                   | 2                   | 1                | 0                | 0                | —                           | —                           | —                           | —                  | —                  | —                  | 26    | 2     | 2       |
| Rayo Vallecano    | 2018–19           | 18                  | 0                   | 2                   | 2                | 0                | 1                | —                           | —                           | —                           | —                  | —                  | —                  | 20    | 0     | 3       |
| Rayo Vallecano    | 2019–20           | 2                   | 0                   | 0                   | —                | —                | —                | —                           | —                           | —                           | —                  | —                  | —                  | 2     | 0     | 0       |
| Rayo Vallecano    | 2020–21           | 22                  | 0                   | 1                   | 3                | 0                | 0                | —                           | —                           | —                           | 3                  | 0                  | 0                  | 28    | 0     | 1       |
| Rayo Vallecano    | Total             | 67                  | 2                   | 5                   | 6                | 0                | 1                | 0                           | 0                           | 0                           | 3                  | 0                  | 0                  | 76    | 2     | 6       |
| Santos            | 2021              | 0                   | 0                   | 0                   | 0                | 0                | 0                | —                           | —                           | —                           | —                  | —                  | —                  | 0     | 0     | 0       |
| Santos            | Total             | 0                   | 0                   | 0                   | 0                | 0                | 0                | 0                           | 0                           | 0                           | 0                  | 0                  | 0                  | 0     | 0     | 0       |
| Total na carreira | Total na carreira | 169                 | 8                   | 6                   | 12               | 0                | 1                | 3                           | 1                           | 0                           | 5                  | 1                  | 0                  | 189   | 10    | 7       |

- a. ^ Jogos da Copa del Rey, Taça de Portugal e Copa do Brasil
- b. ^ Jogos da Copa Sul-Americana e UEFA Europa League
- c. ^ Jogos da Taça da Liga, play-offs da Segunda Divisão Espanhola e Amistosos

## Títulos
Danubio
- Campeonato Uruguaio: 2013–14

Rayo Vallecano
- Segunda Divisão Espanhola: 2017–18